# Cercospora alchemillicola
Cercospora alchemillicola är en svampart som beskrevs av U. Braun & C.F. Hill 2002. Cercospora alchemillicola ingår i släktet Cercospora och familjen Mycosphaerellaceae.   Inga underarter finns listade i Catalogue of Life.